# Munia Mayor de Castille
Muniadomna ou Munia, dite Major, de Castille, née en 995 et morte en 1066 ou 1067, fut comtesse de Castille de 1029 à son abdication en 1035.

## Biographie
Munia était la fille aînée du riche et puissant comte Sancho García de Castille ; elle épousa en 1010 le jeune roi de Navarre, Sancho Garcés (Sanche III), qui lui donna en douaire ses revenus en Aragon. Ce mariage venait confirmer une alliance entre le lignage de Pampelune, qui tire un grand prestige de son titre royal, et le lignage de Castille, riche par sa proximité avec al-Andalus, mais dépendant du roi de León. Leur premier fils, García, naquit en 1012 ou en 1013. Le suivirent Ramiro, puis Gonzalo, un autre Ramiro et Fernando. Un dernier fils, Bernardo, est mentionné par un texte mais il est possible qu'il s'agisse d'une erreur de copiste.
Le père de Munia, le comte Sancho de Castille, meurt en 1017. Son héritier, l'infant García Sanchéz, n'a que sept ans. C'est donc Sancho de Pampelune qui assume la tutelle de son  jeune beau-frère. Il organise les noces de l'infant García avec Sancha, une sœur du roi de León, mais le jeune comte meurt avant de célébrer les noces le 13 mai 1029. Munia, aîné des sœurs du comte, est proclamée comtesse de Castille, mais elle n'assume pas les fonctions comtales, confisquées par son mari qui dirige « comme un seigneur » (quasi dominio). Dès 1029 Fernando, l'un des fils de Munia et de Sancho, est associé au gouvernement de la Castille. Munia est également l'héritière présomptive de sa tante Mayor, comtesse de Ribargoza dépossédée par son mari Ramon de Pallars, ce qui permet à Sancho d'intervenir en Ribagorza dès 1018.
À la mort du roi Sancho, les domaines de Munia furent répartis entre ses fils : Garcia eut la vieille Castille de la vallée de l'Èbre, Fernando la nouvelle Castille autour de Burgos